# Gušterača
Gušterača (pankreas) je žlijezda smještena ispod želuca, posebna po tome što ima vanjsko i unutarnje lučenje:
- unutarnjim (endokrinim) lučenjem u krv luči hormone inzulin, glukagon koji reguliraju razinu šećera u krv, te somatostatin i pankreatični polipeptid.[1]
- vanjskim (egzokrinim) lučenjem ona lučeći enzime amilazu i lipazu (koji uglavnom služe za otapanje masti), sudjeluje u kemijskoj razgradnji hrane do molekula koje se mogu upiti u krv.

Glavnina mase gušterače građena je poput seroznih žlijezda slinovnica (otuda i naziv »trbušna slinovnica«) i obavlja vanjsko lučenje mnogobrojnih enzima za probavu masti (lipaza i dr.), bjelančevina (tripsin, kimotripsin, ribonukleaza i dr.) i ugljikohidrata (amilaza). Oni se izlijevaju u dvanaesnik kroz kanaliće koji se spajaju u glavni izvodni kanal, a ovaj se spaja s glavnim žučovodom.
Acinusne stanice i stanice malih kanalića luče izrazito alkaličan gušteračni sok (pH 8,0 do 8,3) u količini oko 1 L na dan, što je važno za nastajanje alkalne reakcije u dvanaesniku, koja je potrebna za djelatnost probavnih enzima. Lučenje gustoga soka potiču probavni hormon kolecistokinin i lutajući živac (vagus), a rijetkoga soka probavni hormon sekretin.

## Anatomija gušterače
U probavnom sustavu, gušterača se nalazi ispod želuca i pored prvog dijela tankog crijeva, duodenuma. Kod čovjeka dugačka je od 15 do 25 cm. Gušterača nije dio probavne cijevi već njezini enzimi ulaze u probavnu cijev sa strane, kroz otvor papilu vateri zajedno s probavljenom hranom iz želuca. Svojim položajem u zatonu dvanaestopalačnog crijeva oblikuje glavu (caput), slijede tijelo (corpus), te rep (cauda).
Tvore je dvije vrste tkiva: egzokrino žljezdano i nakupine alfa i beta stanica koje oblikuju langerhansove otočiće (insulae pancreatice).
Pankreatični vod - kanal koji spaja gušteraču u zajednički žučni vod te odvodi enzime do tankog crijeva
Žučni vod -  sakuplja žuč iz jetre i vode u dvanaesnik ili u žučni mjehur kada žuč nije potrebna za probavu masti
Dvanaesnik - prvi od 3 dijela tankog crijeva u koga se ulijevaju probavni sokovi jetre, gušterače, želuca, te žuč iz žučnjaka.
Langerhansovi otočići - okruglaste nakupine stanica uklopljenih u tkivu gušterače koji luče inzulin, glukagon, somatostatin i polipeptide

## Bolesti gušterače

### Šećerna bolest
Dijabetes mellitus ili šećerna bolest, poremećaj je povećavanja razine šećera u krvi žlijezde gušterače, koji se zbiva kada gušterača ne luči dovoljno hormona inzulina koji smanjuje razinu šećera u krvi. Šećerna se bolest u početku liječi tabletama i dijetom, a kasnije i injekcijama hormona inzulina. Bolest je nasljedna, a vjerojatnost da će ju osoba dobiti (50%) povećava se ako je osoba pretila. Znaci šećerne bolesti su:
- često mokrenje
- umor
- slabost
- žeđ
- glad
- mršavljenje

### Akutna bolest gušterače
Žučni kamenac može uzrokovati začepljenje papile vateri, zajedničkog izlaza za žučovod i gušteraču prema duodenumu. To uzrokuje zastoj žuči (bolest žuticu) te stoga i zastoj enzima gušterače (akutnu bolest gušterače). Takva bolest znači pucanje papile vateri i konačno ulaz enzima gušterače u krvotok (kada se dobije akutna bolest gušterače često se mjeri postotak amilaze u krvi koja se normalno ne nalaze u krvi). Ova bolest se naziva pankreatitis (lat. pancreatitis) i predstavlja stanje opasno po život.

### Rak gušterače
Rak na gušterači je jedan od najopasnijih oblika tumora. Često se prekasno otkriva, a pošto je gušterača krucijalna i nezamjenjiva za organizam, smrtni je ishod gotovo potpuno siguran.